# 萬通控股
萬通投资控股股份有限公司是總部設立在北京的大型控股公司，集團由地產富豪馮侖於1991年創立。集團於2014年9月將旗下萬通地產百分之23的權益，轉移給一間名為嘉華东方控股的大型控股公司，但萬通投资控股仍控股萬通地產
。

## 業務
- 房地产开发业务

- 工業地产开发业务

- 基金管理

- 资产管理

## 集團資產
- 纽约中国中心
- 萬通商務
- 北京万通守正投资基金管理有限公司
- 万通商城
- 万通驿馆(酒店)
- 万通工社(工業園)

## 其他投資
- 北京中城赋比兴投资基金管理中心[5]
- 美国黑狮基金管理公司

## 相關
- 馮侖

## 網站
- 万通投资控股 （页面存档备份，存于）
- 万通地產 （页面存档备份，存于）
- 万通台北

1. ↑  . 华尔街日报中文网. 2010年5月24日  [2010年5月25日]. （原始内容存档于2010年5月26日）.
2. ↑  .   [2014-10-29]. （原始内容存档于2017-05-12）.
3. ↑  股东分歧施压 冯仑放手万通控股 的存檔，存档日期2014-12-11.
4. ↑  冯仑退出万通地产易主 的存檔，存档日期2014-10-29.
5. ↑  .   [2014-10-29]. （原始内容存档于2014-10-29）.